# Изумрудный туканет
Изумрудный туканет (лат. Aulacorhynchus prasinus) — вид птиц семейства тукановых (Ramphastidae), обитающий в Центральной и Южной Америке.

## Описание
Изумрудный туканет достигает величины 35 см и веса 160 г. Его оперение преимущественно зелёного цвета. Как и всех тукановых, его отличает длинный клюв, в котором верхняя часть окрашена в чёрный и жёлтый цвет, а нижняя, как правило, полностью чёрная. Самцы и самки почти не отличаются друг от друга, однако самцы слегка крупнее. Яйца, откладываемые этими птицами, белого цвета. Особи из разных регионов могут отличаться настолько сильно, что среди орнитологов есть устремления разделить их на разные подвиды. Так, например, пятна на горле изумрудных туканетов могут быть белого, фиолетового или синего цвета.

## Распространение
Изумрудный туканет встречается во влажных лесах и открытых лесных местностях. Его ареал простирается от Мексики до Боливии, с предпочтением областей, расположенных на большей высоте над уровнем моря. По данным МСОП, этот вид в настоящее время не состоит под угрозой.

## Поведение
Самки изумрудного туканета за время гнездования откладывает по 3—4 яйца в древесное дупло. В насиживании, длящемся около двух недель, принимают участия как самец так и самка. Птенцы учатся летать в возрасте шести недель, однако родители продолжают кормить их и после этого на протяжении нескольких недель. Как правило, эти птицы встречаются в группах от пяти до десяти особей. Их пищу составляют главным образом плоды, наряду с ними также насекомые, птичьи яйца и ящерицы. Проведённые в 1980-х годах исследования показали, что изумрудные туканеты питаются семенами как минимум 113 различных видов растений. Кроме того, наблюдались отдельные особи, поедавшие цветки эритрины (Erythrina lanceolata)

## Подвиды
IOC признаёт 4 подвида:
- Aulacorhynchus prasinus prasinus (Gould, 1833)
- Aulacorhynchus prasinus virescens Ridgway, 1912
- Aulacorhynchus prasinus volcanius Dickey & van Rossem, 1930
- Aulacorhynchus prasinus warneri Winker, 2000